# Puerta del Ingenio (Almería)
La Puerta del Ingenio es una puerta monumental histórica situada en la ciudad española de Almería (provincia de Almería, Andalucía).

## Historia
Se trata de la puerta de entrada principal al desaparecido ingenio de Almería, antigua fábrica de productos químicos y antes ingenio azucarero situada entre los barrios almerienses de Los Molinos y El Puche. Data de 1885 y es el único elemento que queda en pie de ese edificio, diseñado por el arquitecto Enrique López Rull y el ingeniero Eduardo Torroja.
Durante la guerra civil española fue utilizado por las autoridades republicanas como prisión para personas afectas al levantamiento militar y religiosos. Más adelante, durante la dictadura franquista, hizo las veces de prisión, en la que se encarceló a más de 7000 personas, entre ellas presos políticos, en condiciones de terrible hacinamiento. El número de fusilados se cuenta entre las 300 y las 400 personas. Se ha convertido en un lugar habitual para el recuerdo y homenaje de las víctimas republicanas durante el franquismo.
El 24 de febrero de 2013, tras finalizar el recorrido de la "Desbandá 2013", marchas conmemorativas de la masacre de la carretera Málaga-Almería, fue declarado "Lugar de la Memoria Histórica" por la Junta de Andalucía, con la presencia del vicepresidente de la Junta de Andalucía, Diego Valderas, y el director general de Memoria Democrática, Luis Naranjo.

## Descripción
Es una versión de arco triunfal aplicada al ámbito industrial. Cuenta con tres calles: una central más ancha y cubierta con dintel de arco segmentado y otras laterales cubiertas con arcos adintelados sobre los que aparecen los escudos de Almería y Barcelona. Los antepechos quedan articulados por cuatro pilastras acanaladas. Rematan la puerta arquitrabe, friso liso y cornisa con frontón curvo con acróteras. Figuran asimismo el anagrama de la empresa y la fecha de construcción.